# Liste der Singles in den Billboard-R&B-Charts 1949
Die Liste der Singles in den Billboard R&B-Charts 1949 enthält alle Songs von Singles, die im Kalenderjahr 1949 in der Kategorien Best Selling Retail Race Records und Most Played Juke Box Race Records des Billboard gelistet wurden. Ab Juni 1949 wurden diese beiden Charts in Best Selling Retail Rhythm & Blues Records bzw. Most Played Juke Box Rhythm & Blues Records umbenannt.

## Hintergrund
Seit den frühen 1940er Jahren war der Markt für sogenannte Race Records (also Platten afroamerikanischer Musiker für ein afroamerikanisches Publikum) so gewachsen, dass Billboard daran interessiert war, deren Umsatz zu messen. „Race Music“ war ein Begriff, der bereits seit den 1920er-Jahren von der Plattenindustrie verwendet wurde.
Zunächst als Harlem Hit Parade und über die Verkäufe von Schallplatten ermittelte Billboard seit 1942 Charts für derartige Race Records. Die wöchentlichen Verkäufe wurde zuerst in einer nicht näher definierten Auswahl der „beliebtesten Plattenläden“ im New Yorker Stadtteil Harlem (der stark afroamerikanisch geprägt war) in einer informellen Umfrage erhoben. 1944 waren zunächst Plattenläden in Chicago und Newark (New Jersey) hinzugekommen, dann in den ganzen Vereinigten Staaten.
Seit Februar 1945 veröffentlichte Billboard statt dieser Verkaufscharts eine Chartermittlung der wöchentlich meistgespielten Titel in den Musikautomaten, der auf Berichten von solchen Jukebox-Betreibern in den Vereinigten Staaten beruhte, deren Standort Race Records erforderte; diese wurde unter dem Titel Most Played Juke Box Race Records veröffentlicht. Zusätzlich waren 1948 wieder Verkaufscharts eingeführt worden; Grundlage der wöchentlichen Chart-Tabelle Best Selling Retail Race Records war eine nationale Umfrage in solchen Plattengeschäften, in denen die Mehrheit der Kunden Race Records kauften.

Drinkin' Wine Spo-dee-o-dee von Stick McGhee war einer der großen Hits des Jahres 1949

Im Juni 1949 war der Herausgeber der Zeitschrift der Ansicht, dass man den Begriff Race Records nicht mehr verwenden solle, weil er ein Pejorativum wäre. Bei der Suche nach einem neuen Titel setzte sich der damalige Billboard-Journalist Jerry Wexler mit seinem Vorschlag gegenüber seinen Kollegen durch.
Ab 25. Juni 1949 wurde schließlich der Begriff Race in beiden Chartlisten ersetzt durch „Rhythm and Blues“.
Wexler schrieb in seiner Autobiographie rückblickend: „Race war damals ein üblicher Begriff, eine Selbstreferenz, die von Schwarzen verwendet wurde ... Andererseits passte Race Records nicht gut ... Ich entwickelte eine Handhabe, die meiner Meinung nach gut zur Musik passt – 'Rhythm and Blues.' ... [Es war] ein Etikett, das besser für aufgeklärte Zeiten geeignet ist.“ Seitdem hat sich der Name der Charts mehrfach geändert; er wurde im August 1969 zu Soul-Charts und schließlich im Juni 1982 zu Black Music Charts.
Die von Billboard in diesen Charts ermittelten Nummer-eins-Hits waren 1949 Trouble Blues vom Charles Brown Trio (15 Wochen), The Huckle-Buck von Paul Williams and His Hucklebuckers (14 Wochen), Saturday Night Fish Fry von Louis Jordan and His Tympany Five (12 Wochen),  For You My Love von Larry Darnell (8 Wochen), Roomin' House Boogie von Amos Milburn, All She Wants to Do Is Rock von Wynonie Harris, Baby Get Lost von Dinah Washington (jeweils zwei Wochen), Beans and Corn Bread von Louis Jordan and His Tympany Five, Boogie Chillen von John Lee Hooker, The Deacon's Hop von Big Jay McNeely's Blue Jays, Ain't Nobody's Business von Jimmy Witherspoon und Tell Me So von The Orioles (jeweils eine Woche).

## Liste „Most Played Juke Box Race Records“ und „Best Selling Retail Race Records“
Die Liste erfasst in getrennten Spalte  sowohl die Verkaufszahlen von Schallplatten (Best Selling Retail Race/Rhythm & Blues Records, in der Tabelle abgekürzt R) als auch deren Abspielzahlen der Jukeboxen (Most Played Juke Box Race/Rhythm & Blues  Records, abgekürzt J).
| Interpret                                                    | Titel Autor(en)                                                                      | Einstieg (R) | Wochen (R) | HP (R) | Einstieg (J) | Wochen (J) | HP (J) | Label-Nummer                    | Bemerkungen - |
| ------------------------------------------------------------ | ------------------------------------------------------------------------------------ | ------------ | ---------- | ------ | ------------ | ---------- | ------ | ------------------------------- | --- |
| Amos Milburn                                                 | Bewildered Teddy Powell, Leonard Whitcup                                             | 11.12.1948   | 15         | 1      | 18.12.1948   | 14         | 1      | Aladdin 3018                    | |
| Pee Wee Crayton and His Guitar                               | Blues After Hours Crayton                                                            | 23.10.1948   | 14         | 2      | 06.11.1948   | 9          | 15     | Modern 20-624                   | Nach seinem ersten Hit mit Yours Truly hatte Crayton großen Erfolg mit Blues After Hours. |
| Amos Milburn                                                 | Chicken Shack Boogie Amos Milburn                                                    | 27.11.1948   | 23         | 1      | 20.11.1948   | 20         | 1      | Aladdin 3014                    | B-Seite von Milburns Single It Took a Long, Long Time. |
| Red Miller Trio                                              | Bewildered Leonard Whitcup, Teddy Powell                                             | 20.11.1948   | 16         | 1      | 20.11.1948   | 19         | 1      | Bullet 295                      | Red Miller (vcl) mit Lloyd Glenn (p), Mitchell „Tiny“ Webb (git), Ralph „Chuck“ Hamilton (kb), Bob Harvey (dr). |
| Pee Wee Crayton                                              | Texas Hop Crayton - Taub                                                             | 25.12.1948   | 9          | 5      | 01.01.1949   | 11         | 5      | Modern 20-643                   | |
| Hal Singer Sextette                                          | Corn Bread H. Singer                                                                 | 18.09.1948   | 19         | 2      | 03.09.1948   | 20         | 8      | Savoy 671                       | Hal Singer Sextette, mit Milt Larkin (trb), Hal Singer (ts), Sir Charles Thompson (p) oder Wynton Kelly (p), Franklin Skeete (b) N.N. (dr). |
| Al Hibbler                                                   | Trees Joyce Kilmer, Oscar Rasbach                                                    | 18.12.1948   | 14         | 5      | 08.01.1949   | 5          | 3      | Miracle M-501                   | |
| Lonnie Johnson                                               | Pleasing You (As Long As I Live) L. Johnson                                          | 23.10.1948   | 6          | 7      | 30.10.1948   | 10         | 10     | King 4245                       | |
| Dinah Washington                                             | It’s Too Soon to Know Deborah Chessler                                               | 23.10.1948   | 11         | 7      | -            | -          | -      | Mercury 6107                    | Dinah Washington with Mitch Miller’s Orchestra |
| Roy Brown                                                    | ’Fore Day in the Morning Roy Brown                                                   | 29.01.1949   | 4          | 6      | 01.01.1949   | 6          | 6      | De Luxe 3198                    | Roy Brown war einer der vielen Blues-Shouter, die in den 1940er Jahren auftauchten, und ohne Zweifel einer der markantesten in der Reihe. Seine prächtige Stimme entspricht der Kraft eines großen Operntenors. |
| Todd Rhodes                                                  | Blues for the Red Boy Todd Rhodes                                                    | 23.10.1948   | 16         | 10     | 23.10.1948   | 12         | 4      | King 4240                       | B-Seite von Rhodes’ Single Sportree's Jump. |
| Memphis Slim and The House Rockers                           | Messin’ Around P. Chatman                                                            | 29.05.1948   | 25         | 10     | -            | -          | -      | Miracle 125                     | B-Seite von Midnight Jump. |
| Mabel Scott                                                  | Boogie Woogie Santa Claus Leon Rene                                                  | 25.12.1948   | 2          | 12     | -            | -          | -      | Exclusive 75X                   | |
| Paula Watson                                                 | A Little Bird Told Me Henry O. Brooks                                                | 06.11.1948   | 13         | 3      | 20.11.1948   | 19         | 3      | Supreme S-1507                  | A Little Bird Told Me, gesungen von Paula Watson bei Supreme Records, wurde von Deccas Evelyn Knight gecovert, noch bevor das Original im November 1948 in die R&B-Charts kam. Anschließend kam es zu einem Urheberrechtstreit.                                                                                           |
| Billy Eckstine                                               | Blue Moon Rodgers & Hart                                                             | 01.01.1949   | 1          | 13     | 09.04.1949   | 1          | 12     | MGM 10311                       | |
| Nellie Lutcher                                               | I Wish I Was in Walla Walla Sharon A. Pease                                          | 01.01.1949   | 1          | 13     | -            | -          | -      | Capitol 15279                   | Nellie Lutcher and her Rhythm: Nellie Lutcher (p,voc) Ulysses Livingston (git), Billy Hadnott (kb). |
| Louis Jordan                                                 | Pettin’ and Pokin’ Lora Lee                                                          | 01.01.1949   | 6          | 5      | -            | -          | -      | Decca 24257                     | Jordans Pettin’ and Pokin’ „ein Schnellfeuer-Reimfest, bei dem Louie über das flüchtige Paar eine Tür weiter rappt.“ |
| Ella Fitzgerald                                              | It’s Too Soon to Know Deborah Chessler                                               | 06.11.1948   | 2          | 13     | 05.03.1949   | 3          | 14     | Decca 24497                     | „Vocal with Male Quartet and Instrumental Accompaniment“ |
| Blue Lu Barker                                               | A Little Bird Told Me Henry O. Brooks                                                | -            | -          | -      | 01.01.1949   | 2          | 4      | Capitol 15308                   | Louisa „Blue Lu“ Barker war berühmt für ihre suggestiven Songs wie Don't You Feel My Leg und ihr damenhaftes Verhalten. Barker nahm Hits wie A Little Bird Told Me, I Got Ways Like the Devil und Leave My Man Alone auf.                                                                                                 |
| Nat King Cole                                                | The Christmas Song Mel Tormé, Robert Wells                                           | -            | -          | -      | 01.01.1949   | 1          | 8      | Capitol                         | |
| Sonny Thompson with The Sharps and Flats                     | Long Gone Thompson - Simpkins                                                        | -            | -          | -      | 05.05.1948   | 30         | 8      | Miracle M-126                   | Ein Instrumental-Titel von Sonny Thompson with the Sharps and Flats auf zwei Plattenseiten. Thompson am Piano spielte mit Eddie Chamblee (ts), Arvin Garrett (git), Leroy Morrison (kb) und Herman „Red“ Cooper (dr). |
| Roy Milton & His Sold Sender                                 | Hop, Skip and Jump R. Milton                                                         | -            | -          | -      | 02.10.1948   | 7          | 10     | Specialty SP-314                | |
| Sonny Thompson Featuring Eddie Chamblee                      | Late Freight Thompson                                                                | -            | -          | -      | 28.08.1948   | 9          | 10     | Miracle 128                     | |
| Nat King Cole                                                | Kee-Mo Ky-Mo (The Magic Song) Bob Hilliard, Roy Alfred                               | -            | -          | -      | 01.01.1949   | 1          | 15     | Capitol 2400                    | |
| Roy Brown’s Might Might Men                                  | Long About Midnight Roy Brown                                                        | 23.10.1948   | 14         | 4      | 30.10.1948   | 15         | 3      | De Luxe 1154                    | |
| The Orioles                                                  | It’s Too Soon to Know Deborah Chessler                                               | -            | -          | -      | 11.09.1948   | 16         | 10     | Natural 5000                    | Am 21. August 1948 erschien auf dem Label Natural Records die erste Platte der Orioles, Deborah Chesslers Ballade It's Too Soon to Know; der schwarze DJ Willie Bryant stellte sie mit seinem Partner Ray Carroll beim Rundfunksender WHOM vor.                                                                           |
| Louis Jordan Orchestra featuring Martha Davis                | Daddy-O Don Raye, Gene De Paul                                                       | 30.10.1948   | 3          | 7      | -            | -          | -      | Decca 24502                     | |
| Hadda Brooks                                                 | Out of the Blue Will Jason, Henry Nemo                                               | 25.09.1948   | 2          | 10     | -            | -          | -      | Modern 20-600                   | Brooks hatte einen Auftritt als Nachtclub-Pianistin in dem Spielfilm Out of the Blue (1947, Regie Leigh Jason),in dem sie den Song vorstellte. |
| John Lee Hooker                                              | Boogie Chillen J. L. Hooker                                                          | 08.01.1949   | 18         | 3      | 19.02.1949   | 18         | 1      | Modern 627                      | „Detroit wurde auch ein Zentrum für elektrischen Blues und leitete die Karrieren von Größen wie John Lee Hooker ein. Sein Boogie Chillen war eine äußerst beliebte Nachkriegs-Blues-Platte und brachte ihn auf eine Stufe mit Muddy Waters als einer der beliebtesten Bluesmusiker der Zeit.“                             |
| Johnny Moore                                                 | Merry Christmas, Baby Lou Baxter, Johnny Moore                                       | 18.12.1948   | 5          | 8      | -            | -          | -      | Exclusive EX-254                | Tatsächlich stammte die Nummer vom Bandsänger Charles Brown, wie dieser Ben Sidran in einem Interview mitteilte. |
| The X-Ray's (Vocal by Milton Larkin)                         | I’ll Always Be in Love with You Bud Green, Harry Ruby, Sam H. Stept                  | 08.01.1949   | 2          | 10     | 08.01.1949   | 5          | 3      | Savoy 681                       | |
| The Ravens                                                   | White Christmas Irving Berlin                                                        | 08.01.1949   | 1          | 14     | 08.01.1949   | 1          | 9      | National 9063                   | |
| Julia Lee & Her Boy Friends                                  | Christmas Spirits Red Burns                                                          | 01.02.1949   | 1          | 14     | -            | -          | -      | Capitol 15203                   | Julia Lee (p, voc) mit Vic Dickenson (trb), Benny Carter (tb,as), Jack Marshall (git), Billy Hadnott (kb), Sam „Baby“ Lovett (dr). |
| Paul Williams „35-30“ Sextette                               | Walkin’ Around Williams                                                              | -            | -          | -      | 08.01.1949   | 2          | 6      | Savoy 680                       | |
| Brownie McGhee                                               | My Fault McGhee                                                                      | -            | -          | -      | 09.10.1948   | 8          | 6      | Savoy 5551                      | |
| B. Banes & His Shadows                                       | Sweet Georgia Brown Kenneth Casey, Ben Bernie, Maceo Pinkard                         | 15.01.1949   | 4          | 11     | 08.01.1949   | 1          | 9      | Tempo 652                       | Die Pfeif-Version des Jazzklassikers Sweet Georgia Brown mit der ungewöhnlichen Perkussion auf Kuhrippen von Brother Bones & His Shadows (eigentlich Freeman Davis) wurde drei Jahre später die Erkennungsmelodie der Harlem Globetrotters.                                                                               |
| Frankie Laine & C. Fischer Orchestra                         | You're All I Want for Christmas Glen Moore, Seger Ellis                              | -            | -          | -      | 08.01.1949   | 1          | 15     | Mercury 5177                    | B-Seite von Frankie Laines Single Tara Talara Tala. |
| Sister Rosetta Tharpe with Mary Knight & Sammy Price Trio    | Up Above My Head, I Hear the Music in the Air Tharpe                                 | 25.12.1948   | 7          | 6      | 29.01.1949   | 4          | 9      | Decca 40890                     | |
| Do Ray and Me Trio                                           | Wrapped Up in a Dream Best - Berman                                                  | 15.01.1949   | 14         | 2      | 18.12.1948   | 18         | 2      | Commodore C-7505                | |
| Jay McShann                                                  | Hot Biscuits Jay McShann                                                             | 15.01.1949   | 8          | 9      | 12.03.1949   | 2          | 12     | Downbeat 165                    | |
| Billy Eckstine                                               | Bewildered Leonard Whitcup, Teddy Powell                                             | 22.01.1949   | 7          | 5      | 05.02.1949   | 1          | 13     | MGM 10540                       | Mit dem Quartones Orchestra unter Leitung von Hugo Winterhalter. Der Song von 1936 war in dieser Zeit auch in der Version der Ink Spots populär. |
| Ray-O-Vacs                                                   | I’ll Always Be in Love with You Bud Green, Herman Ruby, Sam H. Stept                 | 22.01.1949   | 3          | 8      | 05.03.1949   | 1+         | 15     | Savoy 681 / Colemen C-100       | Eine Band um den Bassisten Jackson McQueen (1916-) aus Newark (New Jersey). |
| Joe Swift & The Johnny Oris Orchestra                        | That’s Your Last Boogie Joe Swift                                                    | 20.11.1948   | 4          | 2      | -            | -          | -      | Exclusive 51-X                  | Mit dem Song, bei dem er den Sänger Joe Swift begleitete, hatte Johnny Otis seinen ersten Charterfolg. |
| Nat King Cole Trio                                           | Flo and Joe Milton Leeds, Ted Varnick                                                | -            | -          | -      | 22.01.1949   | 1          | 7      | Capitol 18320                   | B-Seite von Nat King Coles Single That's a Natural Fact. |
| Amos Milburn                                                 | A and M Blues Milburn                                                                | -            | -          | -      | 22.01.1949   | 1          | 9      | Aladdin 3018                    | |
| Andrew Tibbs                                                 | I Feel Like Cryin’ Tibbs                                                             | -            | -          | -      | 22.01.1949   | 1          | 13     | Savoy 1163                      | Bluessänger aus Chicago (1926–1991). Der Song war die B-Seite von Tibbs’ Single Married Man Blues. |
| Roy Brown                                                    | Rainy Weather Blues Brown                                                            | 19.02.1949   | 9          | 9      | 22.01.1949   | 6          | 13     | De Luxe 3108?                   | |
| Big Jay McNeely                                              | Deacon’s Hop McNeely                                                                 | 29.01.1949   | 13         | 1      | 29.01.1949   | 12         | 2      | Savoy 885                       | Deacon's Hop war eine Parodie auf Count Basies Aufnahme Broadway. |
| Amos Milburn                                                 | It Took a Long Long Time Jesse Cryor                                                 | -            | -          | -      | 25.12.1948   | 1          | 8      | Aladdin 2014                    | |
| Billy Eckstine                                               | Fools Rush In Johnny Mercer, Rube Bloom                                              | 05.02.1949   | 1          | 13     | 05.02.1949   | 1          | 6      | MGM 10311                       | B-Seite von Billy Eckstines Single Blue Moon. |
| Paul Williams                                                | Hucklebuck Williams                                                                  | 19.02.1949   | 32         | 1      | 05.02.1949   | 32         | 1      | Savoy 683                       | |
| Nellie Lutcher                                               | Cool Water Bob Nolan                                                                 | -            | -          | -      | 07.08.1948   | 3          | 7      | Capitol 15148                   | Nellie Lutcher (p,vcl), Hurley Ramey (git), Truck Parham (kb), Alvin Burroughs (dr). |
| The Ravens                                                   | Bye Bye Baby Blues Howard Biggs                                                      | 11.09.1948   | 2          | 8      | -            | -          | -      | King 3234                       | Bye Bye Baby Blues war für King Records der erste Charterfolg mit einer schwarzen Vokalgruppe. |
| Buddy Johnson Orchestra                                      | I Don’t Care Who Knows Buddy Johnson                                                 | 12.02.1949   | 2          | 11     | -            | -          | -      | Decca 48088                     | Gesang Ella Johnson. |
| Charles Brown Trio                                           | Get Yourself Another Fool Edward W. Mitchell                                         | 26.03.1949   | 5          | 12     | 12.02.1949   | 4          | 8      | Aladdin 3020                    | Mit Charles Brown (p, voc), Eddie Williams (Bass) und Charles Norris (Gitarre). |
| Lightnin’Hopkins                                             | Tim Moore’s Farm Hopkins                                                             | -            | -          | -      | 12.02.1949   | 1          | 13     | Modern 20-673                   | Der Song wurde von Lightnin’ Hopkins auch als Tom Moore's Blues veröffentlicht. |
| Erskine Hawkins                                              | Corn Bread Hal Singer                                                                | 19.02.1949   | 1          | 11     | 16.04.1949   | 1          | 8      | Victor 20-3326                  | Coverversion von Hal Singers damaligen R&B-Charterfolg. |
| Lonnie Johnson                                               | So Tired Russ Morgan, Jack Stuart                                                    | -            | -          | -      | 19.02.1949   | 4          | 9      | King 4283                       | |
| Mary Knight & Dependable Boys with Sammy Price Trio          | Gospel Train Knight                                                                  | -            | -          | -      | 19.02.1949   | 1          | 9      | Decca 48092                     | „Sacred singing with piano, guitar, bass and drums.“ |
| Al Hibbler                                                   | Lover, Come Back to Me Sigmund Romberg, Oscar Hammerstein II                         | -            | -          | -      | 19.02.1949   | 1          | 9      | Miracle 501                     | |
| Ivory Joe Hunter                                             | I Like It Hunter                                                                     | -            | -          | -      | 19.02.1949   | 1          | 14     | King 4255                       | Mit Ivory Joe Hunter (p), H.J. Baker (tp), Tyree Glenn (trb), R.K. Procope (as), Oscar Pettiford (kb), Sonny Greer (dr). |
| Wynonie Harris and His All Stars                             | Grandma Plays the Numbers Haynes - Burns                                             | 19.02.1949   | 6          | 7      | 02.04.1949   | 5          | 4      | King 4276                       | Mit Numbers war die Lotterie gemeint. Wynonie Harris mit Cat Anderson (tp), Frank Culley (as), Hal Singer (ts), Elmer Alexander (bar), Albert „Birdie“ Wallace (p), Jimmy Butts (kb), Connie Kay (dr). |
| Wynonie Harris                                               | I Feel That Old Age Creeping On Haynes - Burns                                       | 19.02.1949   | 1          | 13     | 09.04.1949   | 3          | 10     | King 4276                       | Das Duo Homer & Jethro nahm den Titel 1949 als erste auf; James Brown coverte den Song 1956. |
| Edgar Hayes and His Stardusters                              | Fat Meat ’n’ Greens Hayes                                                            | -            | -          | -      | 26.02.1949   | 2          | 11     | Exclusive 78X                   | |
| Big Jay McNeely & His Bluejays                               | Wild Wig Jay McNeely                                                                 | -            | -          | -      | 26.02.1949   | 1          | 12     | Savoy 682                       | Mit John Anderson (tp), John „Streamline“ Ewing (trb), Big Jay McNeely (ts), Bob McNeely (bar), Jimmy O’Brien (p), Ted Shirley (kb) William Streetser (dr). |
| Memphis Slim & The House Rockers                             | Frisco Bay Chatman                                                                   | 12.03.1949   | 1          | 11     | 26.02.1949   | 1          | 14     | Miracle 132                     | Timothy Overton (ts), Alex Atkins (as), Memphis Slim (p,vcl), Big Crawford (kb). |
| Wynonie Harris                                               | Good Rockin' Tonight Roy Brown                                                       | 05.03.1949   | 4          | 11     | -            | -          | -      | King 4210                       | Der große Hit von 1948 kam Anfang des Jahres kurz erneut in die Hitparade. |
| T-Bone Walker and His Guitar                                 | Description Blues Shifty Henry                                                       | -            | -          | -      | 05.03.1949   | 1          | 13     | Comet T-52                      | B-Seite von T-Bone Walkers Single That Old Feelin' Is Gone. |
| Jimmy Witherspoon                                            | Ain't Nobody's Business Henry Grisham                                                | 26.03.1948   | 33         | 1      | 26.02.1949   | 23         | 3      | Supreme 1506                    | Mit Frank Sleets (as), Benny Booker (kb), Pete McShann (dr), Louis Speiginer (git), Jay McShann (p), Charles Thomas (ts), Forrest Powell (tp). |
| Paula Watson                                                 | You Broke Your Promise George Wyle, Eddie Pole, Irving Taylor                        | 26.02.1949   | 1          | 2      | 26.03.1949   | 1          | 13     | Monogram 114                    | Paula Watson (vcl,p), mit Max Herman (tp), Jack Dumont, Henry Mandei, (as), Babe Russin (ts), George Wyle (p, arr), Vince Terri (git), [Al Pollin] (kb), Sam Weiss (dr). |
| Chubby Newsom & Her Hip Shakers                              | Hip Shakin’ Mama Newsome                                                             | 26.02.1949   | 2          | 14     | 26.03.1948   | 4          | 8      | De Luxe 3199                    | Chubby „Hip-Shakin'“ Newsome mit Wallace Davenport (tp), Lee Allen (ts), Frank Campbell (bar), Paul Gayten (p), Jack Scott (git), George Pryor (kb), Robert Green (dr). |
| Floyd Dixon                                                  | Dallas Blues Floyd Dixon                                                             | -            | -          | -      | 12.03.1949   | 1          | 10     | Modern 20-653                   | „Sowohl der Gesangsstil als auch die Instrumentierung zeigten den Einfluss von Charles Browns und Johnny Moores Three Blazers.“ |
| Dee Williams Sextette                                        | Bongo Blues Williams - Bass - Anderson                                               | -            | -          | -      | 12.03.1949   | 1          | 2      | Savoy 654                       | Mit John Anderson (tp), Gene Montgomery (ts), Richard Brom (bar), Devonia Williams (p), [alias Darby Hicks] Chuck Norris (git), Morris Edwards (kb), Roy Porter (dr). |
| Julia Lee                                                    | I Didn't Like It the First Time Bill Gordon, Johnny Gomez                            | 19.03.1949   | 2          | 9      | 12.03.1949   | 2          | 4      | Capitol 15367                   | Mit Vic Dickenson (trb), Benny Carter (tb,as), Julia Lee (p,vcl), Jack Marshall (git), Billy Hadnott (kb), Sam „Baby“ Lovett (dr). |
| Saunders King and His Orchestra                              | Empty Bedroom Blues Saunders King                                                    | 19.03.1949   | 2          | 9      | 23.04.1949   | 2          | 11     | King 20-659                     | Saunders King (vcl, git) mit Eddie Walker (tp), Eddie Taylor (sax), Cedric Haywood (p) Lawrence Kato (kb), Bobby Osiban (dr). |
| Hal Singer Sextette                                          | Beef Stew Hal Singer                                                                 | 19.03.1949   | 1          | 11     | -            | -          | -      | Savoy 686                       | The X-Rays/Hal Singer Sextet: Willie Moore (tp) Alfred Chippy Outcalt (trb) Hal Singer (ts), George Rhodes (p), Walter Page (bk), Bobby Donaldson (dr) The X-Rays, Milt Larkins (vcl). |
| T-Bone Walker                                                | T-Bone Shuffle Walker                                                                | 16.04.1949   | 1          | 11     | 19.03.1949   | 4          | 7      | Comet T-53                      | |
| Charles Brown with Anita                                     | A Long Time C. Brown                                                                 | 02.04.1949   | 1          | 9      | 19.03.1949   | 1          | 11     | Aladdin 3021                    | |
| Andy Kirk & His Clouds of Joy with June Richmond             | 47th Street Jive Roosevelt Sykes                                                     | -            | -          | -      | 19.03.1949   | 1          | 14     | Coral 60021                     | |
| Saunders King                                                | Stay Gone Blues Curtis                                                               | -            | -          | -      | 19.03.1949   | 1          | 14     | Modern                          | Saunders King (1909-2000; vcl, git), mit Eddie Walker (tp), Eddie Taylor (sax), Cedric Haywood (p) Lawrence Kato (kb), Bobby Osiban (dr). |
| Louis Jordan                                                 | Roamin’ Blues Ben Lorre, Jeff Dane, Louis Jordan                                     | 26.03.1949   | 2          | 13     | 02.04.1949   | 2          | 10     | Decca 24571                     | B-Seite von Jordans Single Have You Got the Gumption. |
| Sonny Thompson & Eddie Chamblee                              | Blue Dreams Thompson                                                                 | -            | -          | -      | 26.03.1949   | 1          | 10     | Miracle M-131                   | |
| Charlie Ventura and His Bop for the People                   | Lullaby in Rhythm Clarence Profit, Edgar Sampson, Gene Roland                        | -            | -          | -      | 26.03.1949   | 1          | 13     | Victor 20-3396                  | Mit Norman Faye (tp), Bennie Green (trb), Charlie Ventura (ts,bar), Ben Ventura (bar), Roy Kral (p,vcl), Kenny O’Brien (kb), Ed Shaughnessy (dr), Jackie Cain (vcl). |
| Roy Brown with His Mighty Mighty Men                         | Rockin’ at Midnight Roy Brown                                                        | 09.04.1949   | 13         | 2      | 26.03.1949   | 16         | 2      | De Luxe 2312                    | |
| Bull Moose Jackson                                           | Don’t Ask Me Why Thomas                                                              | 02.04.1949   | 1          | 12     | -King 4280   | -          | -      |                                 | |
| Louis Jordan                                                 | You Broke Your Promise George Wile, Eddie Pola, Irving Taylor                        | -            | -          | -      | 02.04.1949   | 2          | 3      | Decca 24587                     | |
| Lucky Millinder                                              | D’ Natural Blues Henry Glover, L. Millinder                                          | 09.04.1949   | 10         | 6      | 02.04.1949   | 11         | 4      | Victor 3351                     | In Millinders Orchester spielten 1949 u. a. Joe Wilder, Lammar Wright (tp), Porky Cohen (trb), Rudy Powell (as), Paul Quinichette, Leroy Lovett (p), Mundell Lowe (git), Horace Holmes (kb) und Chris Stanton (dr). |
| Stick McGhee and His Buddies                                 | Drinkin’ Wine Spo-Dee-O-Dee Stick McGhee                                             | 16.04.1949   | 21         | 3      | 02.04.1949   | 19         | 2      | Atlantic 873                    | Die Idee zu dem Song entstand, als Granville „Stick“ McGhee während des Zweiten Weltkriegs im Armeecamp in Virginia war, und er und seine Armeekameraden in ihrer Baracke saßen und sangen Drinkin' Wine, Mother Fucker, Drinkin' Wine. Eine entschärfte Version erschien später auf Platte, mit Big Chief Ellis (Piano). |
| Dinah Washington                                             | You Satisfy Danny Baxter                                                             | -            | -          | -      | 02.04.1949   | 1          | 8      | Mercury 8102                    | Dinah Washington und Chubby Jackson Orchestra, mit Tony Aless (p), Billy Bauer (git), Chubby Jackson (kb) und Mitglieder der Woody Herman Band. |
| Flip Phillips u. a. (Jazz at the Philharmonic)               | Mordido                                                                              | -            | -          | -      | 02.04.1949   | 1          | 14     | Mercury 1101                    | Mit Howard McGhee (tp), Bill Harris (tb), Illinois Jacquet, Flip Phillips (ts), Hank Jones (p), Ray Brown (kb), Jo Jones (dr). Aufgenommen in der Carnegie Hall, New York, 27. September 1947. |
| Jimmie Preston and His Prestonians                           | Hucklebuck Daddy Waters                                                              | 02.04.1949   | 10         | 4      | 14.05.1949   | 5          | 4      | Gotham G-175                    | |
| Herb Lance and Ray Abrams Sextet                             | Close Your Eyes Bernice Petkere                                                      | 09.04.1949   | 13         | 4      | 23.04.1949   | 18         | 5      | Sittin’ In With 514             | B-Seite von Candle Glow. |
| Maxine Trio                                                  | Confession Blues R. C. Robinson                                                      | 09.04.1949   | 11         | 5      | 07.05.1949   | 9          | 2      | Downbeat 171                    | Ray Charles’ erste Plattenaufnahme, mit G.D. McKee (git), Ray Charles (p) und Milson Garret (kb) |
| Sonny Thompson                                               | Blues on Rhumba Thompson                                                             | 09.04.1949   | 1          | 14     | -            | -          | -      | Miracle 131                     | |
| Johnny Moore’ Three Blazers                                  | Where Can I Find My Baby Mack Lollie                                                 | -            | -          | -      | 09.04.1949   | 1          | 8      | Exclusive 69X                   | |
| The Mills Brothers                                           | I Love You So Much It Hurts Floyd Tillman                                            | -            | -          | -      | 09.04.1949   | 1          | 9      | Decca 24530                     | B-Seite der Mills Brothers Single I've Got My Love to Keep Me Warm. |
| Roy Milton & His Solid Senders                               | Huckle-Buck Andy Gibson, Roy Alfred                                                  | 16.04.1949   | 14         | 5      | 23.04.1949   | 4          | 12     | Specialty 327                   | |
| Jimmy Liggins and His Drops of Joy                           | Careful Love Jimmy Liggins                                                           | 16.04.1949   | 1          | 15     | -            | -          | -      | Specialty SP-319                | |
| Jay McShann                                                  | Ole Buttermilk Sky Hoagy Carmichael                                                  | 16.04.1949   | 1          | 15     | -            | -          | -      | Downbeat 172                    | |
| Charles Brown Trio                                           | It’s Nothing Scott - Brown                                                           | -            | -          | -      | 16.04.1949   | 1          | 13     | Aladdin 3021                    | B-Seite von Browns Single A Long Time. |
| Don Johnson Orchestra                                        | Jackson’s Blues                                                                      | -            | -          | -      | 16.04.1949   | 1          | 14     | Specialty SP-323                | Die Aufnahme des Trompeter Don Johnson entstand am 2. Februar 1949 im Universal Recorders Studio, Hollywood, produziert von Art Rupe. |
| Amos Milburn                                                 | Hold Me Baby Lola Ann Cullum, A. Milburn                                             | 23.04.1949   | 16         | 2      | 30.04.1949   | 15         | 4      | Aladdin 3023                    | B-Seite von Amos Milburns Single Jitterbug Parade. |
| Charles Brown                                                | Trouble Blues Ch. Brown                                                              | 23.04.1949   | 27         | 1      | 23.04.1949   | 25         | 1      | Aladdin 3021                    | B-Seite von Charles Browns Single Confidential. |
| The Orioles                                                  | Tell Me So Deborah Chessler                                                          | 07.05.1949   | 26         | 1      | 23.04.1949   | 20         | 2      | Jubilee 5085                    | B-Seite der Orioles-Single Deacon Jones. |
| John Lee Hooker & His Guitar                                 | Hoogie Boogie Hooker                                                                 | 30.04.1949   | 1          | 15     | 07.05.1949   | 5          | 9      | Modern 863?                     | B-Seite von John Lee Hookers Single Hobo Blues. |
| Billy Eckstine                                               | Caravan Juan Tizol; Duke Ellington                                                   | 30.04.1949   | 3          | 14     | 28.05.1949   | 1          | 14     | MGM 10368                       | Der Jazzstandard Caravan gelangte zwei Mal in die Charts; als Gesangsversion mit Eckstine 1949 und als Orchesterstück mit Ralph Marterie 1953. |
| Bull Moose Jackson                                           | Little Girl, Don't Cry Doris Davis, Lucky Millender                                  | 07.05.1949   | 20         | 2      | 30.04.1949   | 17         | 3      | King 4285?                      | B-Seite von Bull Moose Jacksons Single Moosey. |
| John Lee Hooker                                              | Hobo Blues Hooker                                                                    | 14.05.1949   | 9          | 9      | 07.05.1949   | 6          | 5      | Modern 683                      | „Hooker entfesselte so eindeutig identifizierbare Bluesklassiker wie Hobo Blues (1949) und Crawling King Snake (1929) und den Crossover-Hit I'm in the Mood (1950).“ |
| Frank Culley                                                 | Coal Slaw Jesse Stone                                                                | 14.05.1949   | 1          | 12     | 14.05.1949   | 3          | 11     | Atlantic 873                    | Eine Adaption von Jesse Stones Komposition Sorgham Switch (1942). Frank Culley (ts) nahm den Titel wahrscheinlich mit Randy Weston (p) und Connie Kay (dr) auf. |
| Eddie Chamblee                                               | Back Street Chamblee - Simpkins                                                      | 14.05.1949   | 5          | 10     | 14.05.1949   | 6          | 9      | Miracle 133                     | Wahrscheinlich mit John „Streamline“ Ewing (trb), Eddie Chamblee (ts), Andrew „Goon“ Gardner (bar), James Craig (p), Ernie Shepard (kb), Chuck Williams (dr). |
| Four Jacks                                                   | I Challenge Your Kiss                                                                | -            | -          | -      | 21.05.1949   | 4          | 8      | Allen 21000                     | Eine Coverversion des Charioteers-Hit. Die Four Jacks waren eine Vokalgruppe aus Richmond (Virginia), bestehend aus Lonnie Smith (Tenor), Vance Joyner (Baritone) und Levi Hansley (Bass). |
| Fat Man Robinson Quintet                                     | Lavender Boogie Shirley Albert                                                       | -            | -          | -      | 21.05.1949   | 1          | 9      | Motif 2001                      | |
| Todd Rhodes                                                  | Pot Likker Rhodes                                                                    | 28.05.1949   | 10         | 5      | 18.06.1949   | 9          | 3      | King 4287                       | B-Seite von Red Boy at the Mardi Gras. Mit Joe Thomas (Saxophon). |
| Billy Eckstine                                               | Somehow Mort Maser                                                                   | 28.05.1949   | 1          | 15     | -            | -          | -      | MGM 10383                       | Billy Eckstine & The Quartones |
| Louis Jordan                                                 | Coal Slaw Jesse Stone                                                                | 04.06.1949   | 10         | 7      | 28.05.1949   | 5          | 11     | Decca 24833                     | Mit Aaron Izenhall, Bob Mitchell, Harold Mitchell (tp), Louis Jordan (ts,vcl), Josh Jackson (ts), Bill Doggett (p,arr) Ham Jackson (el-g), Billy Hadnott (b), Christopher Columbus (dr). |
| Wynonie Harris                                               | Drinkin' Wine Spo-Dee-O-Dee Sticks McGhee                                            | 11.06.1949   | 13         | 4      | 25.06.1949   | 6          | 4      | King 4292                       | |
| Ella Fitzgerald & Louis Jordan                               | Baby It's Cold Outside Frank Loesser                                                 | 25.06.1949   | 3          | 9      | 11.06.1949   | 4          | 6      | Decca 246443                    | Loesser schrieb den Song für den Spielfilm Neptun's Daughter (1949, Regie Deward Buzzell), in dem er von Esther Williams und Ricardo Montalban vorgestellt wird. Im selben Jahr coverten ihn auch Pearl Bailey & Hot Lips Page.                                                                                           |
| Amos Milburn                                                 | In the Middle of the Night Jesse M. Robinson                                         | 25.06.1949   | 12         | 6      | 11.06.1949   | 4          | 3      | Aladdin 3026                    | |
| The Ravens                                                   | Ricky’s Blues Louis Jordan, William Tennyson                                         | -            | -          | -      | 11.06.1949   | 6          | 9      | National 9073                   | |
| Louis Jordan and His Tympany Five                            | Every Man to His Own Profession Louis Jordan, William Tennyson                       | -            | -          | -      | 26.06.1949   | 2          | 10     | Decca 24633                     | B-Seite von Cole Slaw. |
| Memphis Slim and The House Rockers                           | Blue and Lonesome Fraser                                                             | 16.07.1949   | 11         | 3      | 16.07.1949   | 5          | 5      | Miracle 136                     | B-Seite von Help Me Some. |
| Pee Wee Crayton and His Guitar                               | I Love You So Crayton                                                                | 30.07.1949   | 11         | 7      | 16.07.1949   | 5          | 6      | Modern 20-875                   | B-Seite von The Bop Hop. |
| Herb Lance                                                   | Because                                                                              | -            | -          | -      | 16.07.1949   | 1          | 8      | Sittin’in With 519              | |
| Paul Williams                                                | House Rocker Williams                                                                | -            | -          | -      | 16.07.1949   | 1          | 12     | Savoy 702                       | |
| The Charioteers                                              | A Kiss and a Rose Tommie Connor - Patrick Toohey                                     | 27.08.1949   | 1          | 12     | 16.07.1949   | 5          | 8      | Columbia 38438                  | Mit dem Song waren 1948/49 auch Geraldo und The Orioles erfolgreich. |
| Lionel Hampton                                               | Drinkin’ Wine Spo-Dee-O-Dee Sticks McGhee                                            | -            | -          | -      | 23.07.1949   | 1          | 14     | Decca 24642                     | 1949 wurde der Hit von Sticks Me Ghee auch von Louis Jordan sowie von Loy Gordon & his Pleasant Valley Boys gecovert. |
| Billy Eckstine                                               | Temptation Arthur Freed                                                              | 30.07.1949   | 1          | 9      | 30.07.1949   | 2          | 7      | MGM 10458                       | Mit dem Hugo Winterhalter Orchester |
| Dinah Washington                                             | Baby, Get Lost Billy Moore, Jr.                                                      | 30.07.1949   | 15         | 1      | 06.08.1949   | 14         | 1      | Mercury 8148                    | Mit George Hudson (tp), Ernie Wilkins, Rupert Cole (as), Cecil Payne (bar), Ray Brown (kb), Teddy Stewart (dr), Freddie Green (git), James Forman Jr. (p). |
| Louis Jordan & The Tympany Five                              | Beans and Cornbread                                                                  | 06.08.1949   | 5          | 8      | 06.08.1949   | 9          | 1      | Decca 24673                     | |
| Lowell Fulson and His Trio                                   | Come Back, Baby Fulson                                                               | 13.08.1949   | 4          | 14     | 27.08.1949   | 1          | 13     | Downbeat 230                    | Eine Produktion des kurzlebigen Plattenlabels Down Beat, 1947 von Jack Lauderdale gegründet. Im Oktober 1949 änderte man den Firmennamen in Swing Beat Records, um 1950 in Swing Time Records. |
| Dinah Washington                                             | Long John Blues Tommy George                                                         | 20.08.1949   | 6          | 12     | 20.08.1949   | 8          | 3      | Mercury 8148                    | |
| Angelic Gospel Singers                                       | Touch Me Lord, Jesus Lucie Eddie Campbell                                            | 20.08.1949   | 1          | 12     | -            | -          | -      | Gotham 605                      | |
| Buddy Johnson                                                | Did You See Jackie Robinson Hit the Ball? Buddy Johnson                              | 20.08.1949   | 1          | 15     | 03.09.1949   | 2          | 13     | Decca 24675                     | Der Song bezieht sich auf den Baseballspieler in der Major League Baseball, Jackie Robinson (1919–1972). |
| Little Willie Littlefield                                    | It’s Midnight (No Place to Go) Littlefield - Taub                                    | 03.09.1949   | 12         | 3      | 20.08.1949   | 9          | 3      | Modern 20-686                   | |
| Wynonie Harris                                               | All She Wants to Do Is Rock Teddy McRae                                              | 27.08.1949   | 13         | 1      | 27.08.1949   | 18         | 1      | King 4304                       | Wynonie Harris mit Joe Morris (tp), Matthew Gee (trb), Freddie Douglas, Johnny Griffin (ts), Bill McLemore (bar), Elmo Sylvester (p), Gene Ramey (kb), Kelly Martin (dr) & Vokalgruppe. |
| Freddie Mitchell Orchestra                                   | Doby's Boogie Carol, Marcy, Michel                                                   | 03.09.1949   | 5          | 3      | 27.08.1949   | 4          | 10     | Derby 713                       | „Featuring Joe Block on the Piano“ |
| Paul Williams & His Hucklebuckers                            | He Knows How to Hucklebuck Williams                                                  | -            | -          | -      | 27.08.1949   | 1          | 13     | Savoy 702                       | |
| Lionel Hampton (Vocal Chrus by Joe James and Lionel Hampton) | Lavender Coffin Shirley Albert                                                       | -            | -          | -      | 27.08.1949   | 1          | 13     | Decca 24652                     | Im Lionel Hampton Orchestra spielte bei der Aufnahme des Titels u. a. Wendell Culley, Al Grey, Alfred Chippy Outcalt, Bobby Plater, Wes Montgomery und Earl Walker; Vokalisten waren The Hamp-Tones. |
| Charles Brown                                                | In the Evening When the Sun Comes Down Leroy Carr, Don Raye                          | 03.09.1949   | 10         | 5      | 17.09.1949   | 7          | 6      | Aladdin 3030                    | Den Titel nahmen in dieser Zeit auch Big Bill Broonzy, die Ink Spots und Jay McShann auf. |
| Julia Lee                                                    | Tonight's the Night Yardley Yates                                                    | -            | -          | -      | 03.09.1949   | 1          | 13     | Capitol S7-700013               | Julia Lee (vcl,p) mit Tommy Douglas (ts), Jim „Daddy“ Walker (git), Clint Weaver (kb), Sam „Baby“ Lovett (dr). Aufgenommen in Kansas City, 20. April 1949. |
| Joe Lutcher                                                  | Mardi Gras J. Lutcher                                                                | -            | -          | -      | 03.09.1949   | 1          | 13     | Modern 20-972                   | 1949 hatte Lutcher, nachdem er einen Plattenvertrag mit Modern Records abgeschlossen hatte, seinen letzten Hit mit Mardi Gras. |
| Sonny Thompson                                               | Still Gone (Parts III & IV) Thompson - Simpkins                                      | 10.09.1949   | 2          | 12     | -            | -          | -      | Miracle 139                     | |
| Amos Milburn                                                 | Roomin’ House Boogie Jessie Mae Robinson                                             | 17.09.1949   | 11         | 2      | 10.09.1949   | 12         | 1      | Aladdin 3032                    | |
| Ivory Joe Hunter                                             | Waiting in Vain Ivory Joe Hunter                                                     | -            | -          | -      | 10.09.1949   | 4          | 5      | King 4291                       | B-Seite von Guess Who. |
| Ivory Joe Hunter Orchestra                                   | Blues at Midnight Ivory Joe Hunter                                                   | -            | -          | -      | 10.09.1949   | 2          | 3      | 4 Star 1283                     | |
| Eddie Williams feat. Floyd Dixon                             | Broken Hearted John Hogg, Mark Hurley                                                | 17.09.1949   | 11         | 2      | 17.09.1949   | 18         | 2      | Supreme 1535                    | |
| Ruth Brown & Eddie Condon Orchestra                          | So Long Harris - Morgan - Malcher                                                    | 17.09.1949   | 10         | 4      | 08.10.1949   | 4          | 4      | Atlantic 879                    | Ruth Brown mit Bobby Hackett (tp), Will Bradley (trb), Dick Cary (alto-hrn), Peanuts Hucko (cl,ts), Ernie Caceres (bar), Joe Bushkin (p), Eddie Condon (git), Jack Lesberg (kb), Sidney Catlett (dr). |
| Jimmy Preston & His Prestonians                              | Rock the Joint Henry Crafton                                                         | 01.10.1949   | 2          | 11     | 17.09.1949   | 1          | 6      | Gotham 185                      | |
| The Great Gates                                              | Late After Hours                                                                     | -            | -          | -      | 17.09.1949   | 1          | 6      | Selective S-103                 | Eine R&B-Band von der Westküste der USA |
| Tampa Red                                                    | When Things Go Wrong with You Hudson Whitacker                                       | 22.10.1949   | 2          | 11     | 17.09.1949   | 3          | 15     | Victor 22-0035 (78)             | Tampa Red (voc, git), Little Johnny Jones (kazoo, b-voc, p), Odie Payne (kb), Ransom Knowling (dr). Ein Remake des Blues-Standards It Hurts Me Too mit abweichendem Text. |
| Memphis Slim and The House Rockers                           | (You Got to) Help Me Some P. Chatman                                                 | -            | -          | -      | 17.09.1949   | 1          | 9      | Miracle 136                     | |
| Paul Williams                                                | Pop Corn Williams                                                                    | -            | -          | -      | 17.09.1949   | 2          | 13     | Savoy 711                       | |
| Roy Brown & His Might Mighty Men                             | Please Don’t Go Roy Brown                                                            | -            | -          | -      | 17.09.1949   | 5          | 9      | De Luxe 3226                    | |
| Amos Milburn                                                 | Empty Arms Blues Ivory Joe Hunter                                                    | 24.09.1949   | 10         | 4      | 01.10.1949   | 6          | 6      | Aladdin 3032                    | |
| Joe Thomas & His Orchestra                                   | Page Boy Shuffle Todd Rhodes                                                         | -            | -          | -      | 24.09.1949   | 2          | 7      | King 4299                       | |
| Edgar Hayes and His Stardusters                              | Blues at Dawn (Parts I & II) E. Hayes                                                | -            | -          | -      | 24.09.1949   | 1          | 12     | Exclusive 110                   | Mit Teddy Bunn, Piano. |
| Jimmy Witherspoon                                            | In the Evening When the Sun Goes Down Leroy Carr, Don Raye                           | 15.10.1949   | 4          | 7      | 24.09.1949   | 4          | 6      | Supreme 1533                    | |
| Camille Howard                                               | Fiesta in Old Mexico Bill Anson, Ted Mossman                                         | -            | -          | -      | 24.09.1949   | 1          | 12     | Specialty 332                   | „singing and playing the piano with rhythm acc.“ Eine Latin-Nummer, die 1949 auch Buddy Greco & The Heathertones aufnahm. |
| Sugar Chile Robinson                                         | Numbers Boogie Vernon White                                                          | 01.10.1949   | 17         | 4      | 26.11.1949   | 5          | 14     | Capitol 75-70037                | |
| Wynonie Harris                                               | I Want My Fanny Brown Roy Brown                                                      | -            | -          | -      | 01.10.1949   | 2          | 10     | King4304                        | |
| Louis Jordan                                                 | Saturday Night Fish Fry (Pts. I & II) L. Jordan, Ellis Walsh                         | 08.10.1949   | 23         | 1      | 08.10.1949   | 18         | 1      | Decca 24725                     | |
| Rudy Render                                                  | Sneakin’ Around J. M. Robinson                                                       | 08.10.1949   | 15         | 2      | 15.10.1949   | 9          | 4      | London 17000                    | Ein Titel, der 1949 auch vom Joe Morris Orchestra eingespielt wurde. |
| Erroll Garner                                                | I Cover the Waterfront Johnny Green, Edward Heyman                                   | -            | -          | -      | 08.10.1949   | 1          | 8      | Savoy 688                       | Der erste Hit des Pianisten in den R&B-Charts. |
| Lingthin’Hopkins                                             | „T“ Model Blues Hopkins                                                              | -            | -          | -      | 10.09.1949   | 1          | 8      | Gold Star682                    | |
| L. C. Williams                                               | Ethel Mae L C Williams                                                               | 22.10.1949   | 1          | 12     | 10.09.1949   | 3          | 2      | Freedom 1517                    | B-Seite von Williams' Single Shout Baby Shout. |
| Ivory Joe Hunter                                             | Guess Who J. Hunter                                                                  | 29.10.1949   | 9          | 5      | 08.10.1949   | 9          | 2      | King 4306                       | mit Harold Shorty Baker (tp), Tyree Glenn (tb), Russell Procope (cl,as), Ivory Joe Hunter (p,vcl), Sonny Greer (dr), Ray Nance (vln), Wendell Marshall (kb). |
| Johnny Moore' Three Blazers                                  | Walkin’ Blues Oscar Moore - Stu Goldberg - Fleming                                   | -            | -          | -      | 08.10.1949   | 1          | 13     | Victor (78)22-0042, (45)50-0026 | |
| Billy Wright Orchestra, Direction of Howard Callender        | Blues for My Baby Wright - Reig                                                      | 15.10.1949   | 6          | 5      | 05.11.1949   | 3          | 3      | Savoy 710                       | Remake eines Songs von Big Maceo Merriweather. |
| Ivory Joe Hunter                                             | Landlord Blues Hunter -Sample                                                        | 15.10.1949   | 3          | 8      | 29.10.1949   | 5          | 6      | King 4306                       | |
| Billy Eckstine                                               | Crying                                                                               | 15.10.1949   | 1          | 12     | -            | -          | -      | MGM 10458                       | Billy Eckstine & The Buddy Baker Orchestra |
| Bill Farrell                                                 | You’ve Changed Carl T. Fisher, Bill Carey                                            | 15.10.1949   | 1          | 12     | -            | -          | -      | MGM 10519                       | Der Bariton Bill Farrell (1926–2007) nahm in den 1950er-Jahren für MGM und TEL eine Reihe von Singles wie Your Eyes, Love Locked Out und Be Mine Tonight (Noche de Ronda) auf. |
| Joe Thomas His Sax and His Orchestra                         | Teardrops Bigge                                                                      | 22.10.1949   | 2          | 11     | -            | -          | -      | King 4299                       | Todd Rhodes & His Toddlers nahmen (mit Joe Thomas) den Titel für Sensation auf. |
| Bull Moose Jackson                                           | Why Don’t You Haul Off and Love Me? Wayne Raney                                      | 05.11.1949   | 9          | 2      | 22.10.1949   | 10         | 2      | King 4322                       | Mit Harold „Money“ Johnson (tp), Eugene „Heads“ Adams (as), Ted „Snookie“ Hulbert (as,bar), Bull Moose Jackson (ts,vcl), Harold Clark (ts), Irving Greene (p), John Allen (kb), Les Erskine (dr). |
| Herb Lance                                                   | That Lucky Old Sun (Just Rolls Around Heaven All Day) Beasley Smith, Haven Gillespie | -            | -          | -      | 22.10.1949   | 3          | 14     | Castle 524                      | Den Song coverten 1949 auch Frankie Laine (#1 Pop), Frank Sinatra, Sarah Vaughan, Louis Armstrong, Hot Lips Page. |
| Billy Wright                                                 | You Satisfy Wright - Reig                                                            | -            | -          | -      | 22.10.1949   | 2          | 12     | Savoy 710                       | Die Aufnahme entstand in Atlanta, Georgia. |
| Jimmy Liggins & His Drops of Joy                             | Don’t Put Me Down J. Liggins                                                         | 03.12.1949   | 2          | 9      | 29.10.1949   | 8          | 5      | Specialty SP 339                | Liggins hatte zwei weitere Jump-Blues-Hits im Jahr 1949, Careful Love und Don't Put Me Down, musste dann aber wegen einer Schussverletzung seine Karriere unterbrechen. |
| Larry Darnell & Paul Gayten Orchestra                        | I’ll Get Along Somehow Buddy Fields, Gerald Marks                                    | 12.11.1949   | 15         | 3      | 03.12.1949   | 16         | 8      | Regal 3236                      | Larry Darnells zweiteiliger Song I'll Get Along Somehow war ambitioniert; der zweite Teil beginnt mit einer Rezitation. |
| Julia Lee & Her Boy Friends                                  | You Ain’t Got It No More Mildred Wax                                                 | 12.11.1949   | 1          | 9      | -            | -          | -      | Capitol 57-70031                | B-Seite von Oh, Chuck It (In a Bucket); Julia Lee (p, voc) mit Jim Daddy Walker (git), Clint Weaver (kb), Baby Lovett (dr). |
| Larry Darnell                                                | For You My Love Paul Gayten                                                          | 12.11.1949   | 22         | 1      | 03.12.1949   | 12         | 1      | Regal 3240                      | „Es war Larry Darnell, der mit dem unbeschwerten „For You, My Love“ (#1 R & B) groß rauskam, der sich als zweitgrößter R&B-Hit von 1950 herausstellte und ganze 22 Wochen in den Billboard-Pop-Charts blieb.“ |
| The Orioles                                                  | Forgive and Forget Deborah Chessler                                                  | 12.11.1949   | 8          | 5      | -            | -          | -      | Jubilee 5016                    | B-Seite der Orioles-Single So Much. |
| Ivory Joe Hunter                                             | Jealous Heart Jennie Lou Carson                                                      | 10.12.1949   | 11         | 2      | 12.11.1949   | 10         | 2      | King 4314                       | B-Seite von Hunters Single All States Boogie. |
| Clarence Gatemouth Brown                                     | Mary Is Fine C. Brown                                                                | -            | -          | -      | 12.11.1949   | 1          | 9      | Peacock 1504                    | Clarence „Gatemouth“ Brown mit Jack McVea Orchestra. B-Seite von My Time Is Expensive. |
| Clarence Gatemouth Brown                                     | My Time Is Expensive C. Brown                                                        | -            | -          | -      | 12.11.1949   | 1          | 9      | Peacock 1504                    | Clarence „Gatemouth“ Brown mit dem Jack McVea Orchestra. |
| Roy Brown                                                    | Boogie at Midnight R. Brown                                                          | 03.12.1949   | 11         | 5      | 19.11.1949   | 11         | 4      | De Luxe 33008                   | Mit Teddy Riley (tp), Johnny Fontenette (ts), Tommy Shelvin (kb), Frank Parker (dr). |
| Little Willie Littlefield                                    | Farewell Littlefield                                                                 | -            | -          | -      | 19.11.1949   | 2          | 5      | Modern 20-709                   | Little Willie Littlefield erfreute sich Ende 1949 einer kurzen Beliebtheit in den Rhythm-and-Blues-Charts. 1949 produzierte er mehrere Top-Ten-Hits für das Modern-Label: „It's Midnight“, „Farewell“ und „I'be Been Lost“.                                                                                               |
| Memphis Slim                                                 | Angel Child traditional                                                              | 19.11.1949   | 5          | 7      | 19.11.1949   | 3          | 11     | Miracle M-145                   | Mit Alex Atkins (as), Ernest Cotton (ts), Memphis Slim (p,vcl), Big Crawford (kb). |
| Eddie Vinson                                                 | Somebody Done Stole My Cherry Red Bernard - Mann                                     | -            | -          | -      | 19.11.1949   | 2          | 6      | King 4313                       | B-Seite von Vinsons Single Wineola. |
| Dinah Washington with Teddy Stewart Orchestra                | Good Daddy Blues Spencer - Washington                                                | 26.11.1949   | 2          | 8      | -            | -          | -      | Mercury 8154                    | Dinah Washington mit George Hudson (tp), Rupert Cole, Ernie Wilkins (as), Cecil Payne (bar), James „Hen Gates“ Forman (p), Freddie Green (git), Ray Brown (kb), Teddy Stewart (dr). |
| Amos Milburn and His Aladdin Chicken-Shackers                | Let’s Make Christmas Merry, Baby Frank Haywood, Monroe Tucker                        | 26.11.1949   | 6          | 3      | 26.11.1949   | 4          | 9      | Aladdin 3037                    | |
| Charles Brown                                                | Homesick Blues Brown                                                                 | 03.12.1949   | 8          | 6      | 03.12.1949   | 4          | 5      | Aladdin 3039                    | |
| John Lee Hooker                                              | Crawling King Snake Blues Hooker                                                     | 03.12.1949   | 1          | 11     | 10.12.1949   | 2          | 6      | Modern 714                      | Mit Crawlin' King Snake hatte John Lee Hooker 1949 seinen zweiten großen Hit. |
| Mercy Dee Walton                                             | Lonesome Cabin Blues (Log Cabin Blues) Mercy Dee Walton                              | 03.12.1949   | 5          | 11     | -            | -          | -      | Spire 11-001                    | Mercy Dee (Mercy Dee Walton (1915–1992)) war vor allem durch One Room Country Shack (1952) bekannt. |
| Annie Laurie with Paul Gayten Orchestra                      | Cuttin’ Out Paul Gayten                                                              | -            | -          | -      | 19.11.1949   | 3          | 2      | Regal 3240                      | B-Seite von My Rough And Ready Man. |
| Charles Brown                                                | I’ll Miss You Ch. Brown                                                              | -            | -          | -      | 10.12.1949   | 1          | 15     | Exclusive 120                   | |
| Sugar Chile Robinson                                         | Caldonia Louis Jordan, Fleecie Moore                                                 | 17.12.1949   | 1          | 14     | -            | -          | -      | Capitol 57-70056                | Mit der Louis-Jordan-Nummer trat das Boogie Woogie Wunderkind Frank „Sugarchile“ Robinson in dem Film No Leave No Love (1946, Regie Charles Martin) auf. |
| Floyd Dixon                                                  | Mississippi Blues Dixon                                                              | -            | -          | -      | 17.12.1949   | 1          | 14     | Modern 20-700                   | |
| The Orioles Featuring Sonny Til                              | What Are You Dong New Year’s Eve Frank Loesser                                       | 24.12.1949   | 2          | 9      | -            | -          | -      |                                 | Der Song wurde in dieser Zeit auch von Billy Eckstine, Ella Fitzgerald, Mel Tormé und Margaret Whiting gecovert. |
| Sister Rosetta Tharpe & The Rosette Gospel Singers           | Silent Night                                                                         | 24.12.1949   | 3          | 10     | -            | -          | -      | Decca 48119                     | |
| Frank Culley                                                 | After Hour Session Culley - Wall                                                     | 24.12.1949   | 3          | 11     | 24.12.1949   | 1          | 12     | Atlantic 888                    | Duo mit Harry Van Walls (p). |
| Jimmy Witherspoon                                            | No Rollin’ Blues J. Witherspoon                                                      | 31.12.1949   | 11         | 5      | 24.12.1949   | 1          | 9      | Modern 20-721                   | Jimmy Witherspoon mit dem Gene Gilbeaux Quartet, mit Don Hill (as), Gene Gilbeaux (p), Herman Washington (kb), Henry Tucker Green (dr). |
| Jimmy Witherspoon                                            | Big Fine Girl Smith                                                                  | 31.12.1949   | 10         | 5      | -            | -          | -      | Modern 20-721                   | Selbe Besetzung wie No Rollin' Blues |
| The Orioles                                                  | It's Gonna Be a Lovely Christmas Rose - Sprung                                       | 31.12.1949   | 1          | 5      | -            | -          | -      | Jubilee 5017                    | |
| Nat King Cole Trio                                           | Exactly Like You Dorothy Fields, Jimmy McHugh                                        | -            | -          | -      | 31.12.1949   | 1          | 2      |                                 | |
| Robert Nighthawk & The Nighthawks                            | Annie Lee Blues Nighthawk                                                            | -            | -          | -      | 31.12.1949   | 1          | 13     | Aristocrat 2301                 | Die beiden von Nighthawk bei der Session entstanden Titel Black Angel Blues und Annie Lee Blues stammten aus dem Repertoire von Tampa Red. |
| Felix Gross                                                  | Love for Christmas                                                                   | -            | -          | -      | 31.12.1949   | 1          | 13     | Savoy 720                       | |
| Cleo Brown                                                   | Cook That Stuff M.H. Wax                                                             | -            | -          | -      | 31.12.1949   | 1          | 13     | Capitol 57-70057                | B-Seite von Cleo's Boogie. |